# 1541
Cette page concerne l'année 1541  du calendrier julien. Pour l'année 1541 av. J.-C., voir 1541 av. J.-C.
L'année 1541 est une année commune qui commence un samedi.

## Événements

### Afrique
- 12 mars : les Portugais doivent évacuer Santa Cruz do Cabo de Aguer (Agadir), puis Safi et Azemmour (octobre) au Maroc[1]. Au lendemain de la prise d’Agadir, les Saadiens Mohammed ech-Cheikh et son frère Ahmed al-Araj se disputent pour le partage du butin. D'abord battu en 1541, il parvient à s'emparer de Marrakech en 1544[2].
- 24 avril : victoire des musulmans d'Ahmed Gragne sur les Éthiopiens à la bataille de Sahart[3].
- 22 avril -9 juillet : les Portugais (quatre cents volontaires, huit canons, cent mousquets) dirigés par Don Christophe de Gama (26 ans) débarquent à Massaoua en Éthiopie pour secourir l’empereur Claude, et empêcher que l’Islam ne contrôle le chemin de la mer Rouge[4].
- 21-25 octobre : échec du siège d’Alger par Charles Quint[5]. Un corps expéditionnaire de 23 900 hommes et 516 navires réussit à débarquer, mais la tempête disperse les navires, entraîne des pertes en vivres et en munitions. Charles doit rembarquer sans pouvoir prendre la ville ottomane[6].
- 15 décembre : les Portugais de Christophe de Gama, accompagnés de deux cents Tigréens, escortent la reine Sabla-Ouangel (Épi de l’Évangile), veuve de Lebna-Dengel, et marchent difficilement vers le Choa pour faire la jonction avec Claude[7]. Ils remportent un premier succès en franchissant l’Amba-Sénéïti.

### Amérique
- 15 janvier : François Ier prend officiellement possession du Canada. Jean-François de La Rocque de Roberval est nommé vice-roi au détriment de Jacques Cartier[8].

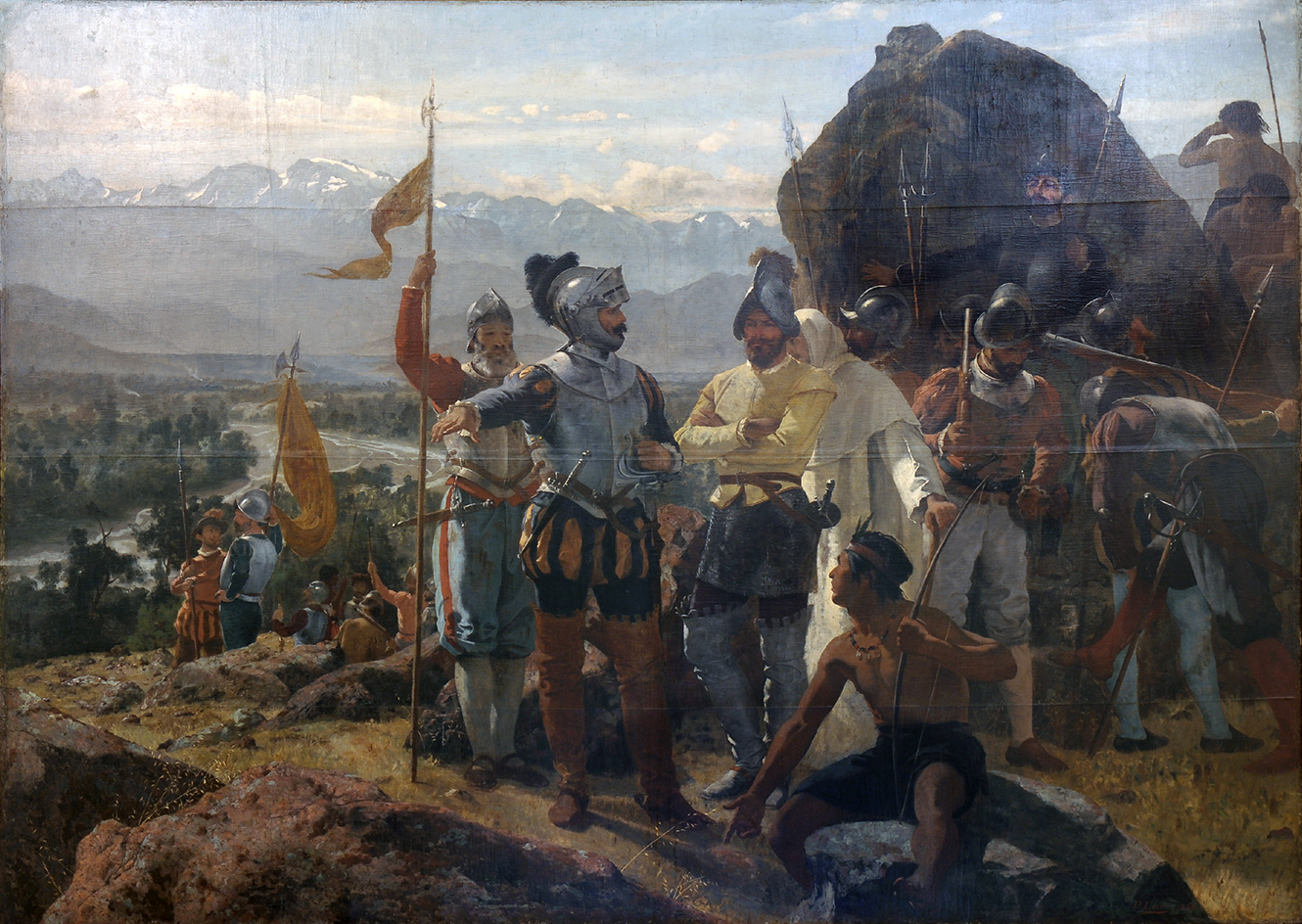
12 février : fondation de Santiago, huile de Pedro Lira (1858).

- 12 février : fondation de Santiago d’Estrémadure (Santiago du Chili) par le conquistador espagnol Pedro de Valdivia[9]. Il s’attache à mettre en valeur la colonie en dépit des incursions des Promaucas (es). Il reçoit des renforts et du ravitaillent du Pérou par le port de Valparaíso. Inés de Suárez, venu rejoindre son mari, Rodrigo, lieutenant de Valdivia, devient sa maîtresse. Il s’installe à La Serena, au nord de Coquimbo, quand il apprend la mort de Pizarro. Il marche sur le Pérou pour se joindre aux troupes loyalistes de La Gasca (1547).
- Février : départ de l'Expédition « de la cannelle ». Parti de Quito, Francisco de Orellana descend le cours de l’Amazone jusqu’à l’Atlantique (février 1541-août 1542). En février 1542, Orellana se sépare du gouverneur de Quito, Gonzalo Pizarro, qui mène une expédition à la recherche de cannelle. Il descend le Marañón à bord d’un brigantin et quelques pirogues avec une soixantaine d’hommes et atteint l’embouchure de l'Amazone le 26 août 1542[10].
- 29 mars : Álvar Núñez Cabeza de Vaca, nommé gouverneur du Paraguay, dirige une expédition qui atteint l'île de Santa Catarina sur les côtes du Brésil, puis avance le long du fleuve Paraguay[11]. Du 8 octobre au 11 mars 1542, il se rend à Asuncion[12]. Cabeza de Vaca, envoyé par Charles Quint tente dans un premier temps de s’entendre avec Domingo Martínez de Irala en en faisant son second à Asuncion. Mais ce dernier le fait arrêter sous prétexte de conjuration et le renvoie en Espagne. Charles Quint fait connaître à Irala sa désapprobation.

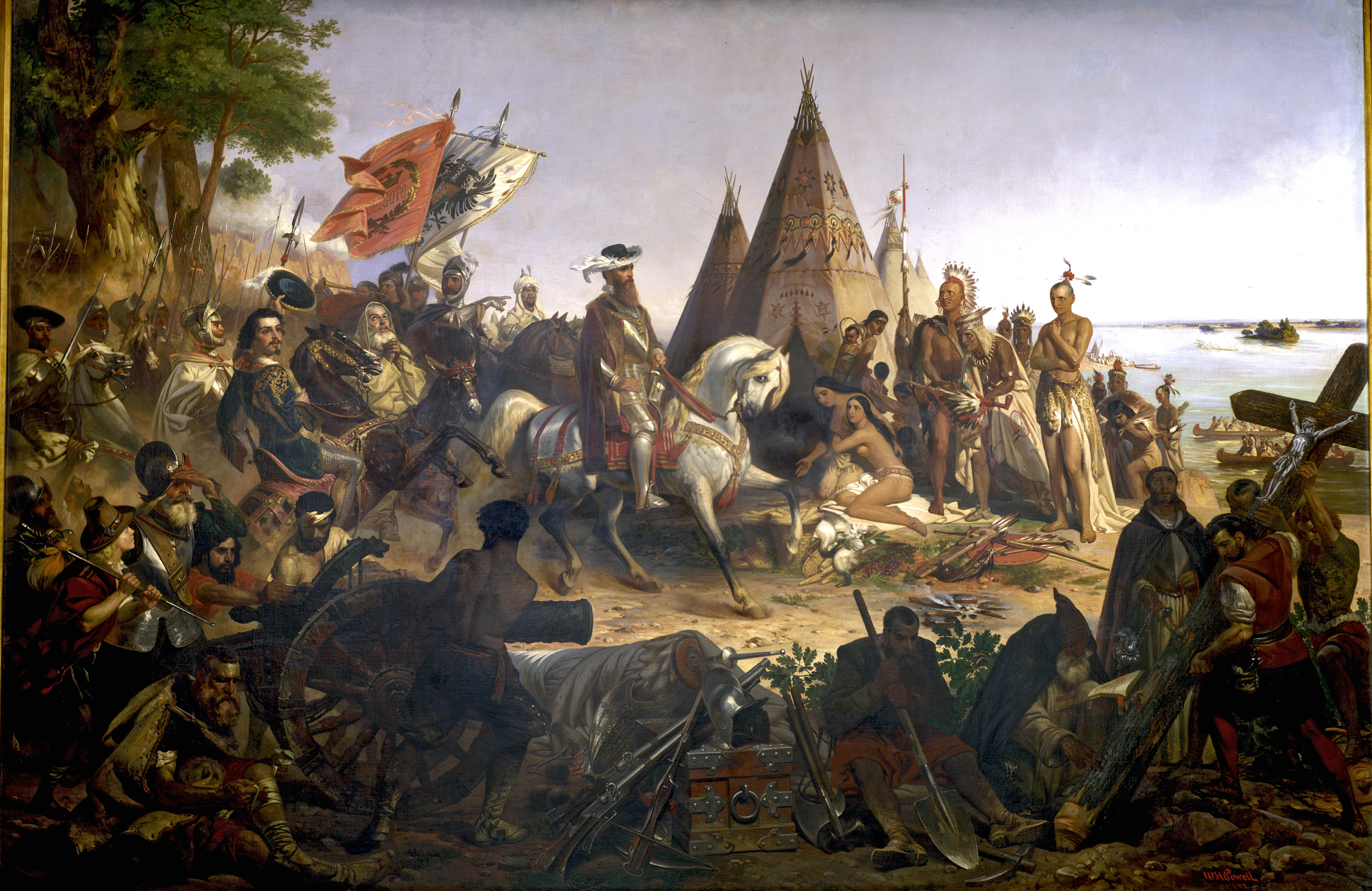
8 mai : Hernando de Soto découvre le Mississippi. Toile de 1847

- 8 mai : l'explorateur espagnol Hernando de Soto découvre le Mississippi[13].
- 23 mai : départ de Saint-Malo de Jacques Cartier pour son troisième voyage au Canada. Il n’atteint Stadacona que le 23 août en raison des tempêtes. L’expédition découvre de l’or et des diamants, qui se révéleront n’être que du quartz et de la pyrite[14]. Cartier fonde l'établissement de Charlesbourg-Royal (Cap-Rouge) où il passe l'hiver.
- 26 juin : Francisco Pizarro est assassiné dans son palais de Lima sur ordre du fils de Diego de Almagro, Diego el Mozo, qui tente de prendre le pouvoir. Avec l’aide de Pedro de Candia, il s’empare de Lima et de Cuzco (fin en septembre 1542)[15].
- Juin : l'espagnol Francisco Vásquez de Coronado explore les territoires situés à l'ouest du Mississippi[16].
- 4 juillet, rébellion des Indiens du Zacatecas au Mexique : Pedro de Alvarado, qui s’apprêtait à partir pour une expédition en Chine, meurt écrasé sous son cheval au cours de la répression[17].

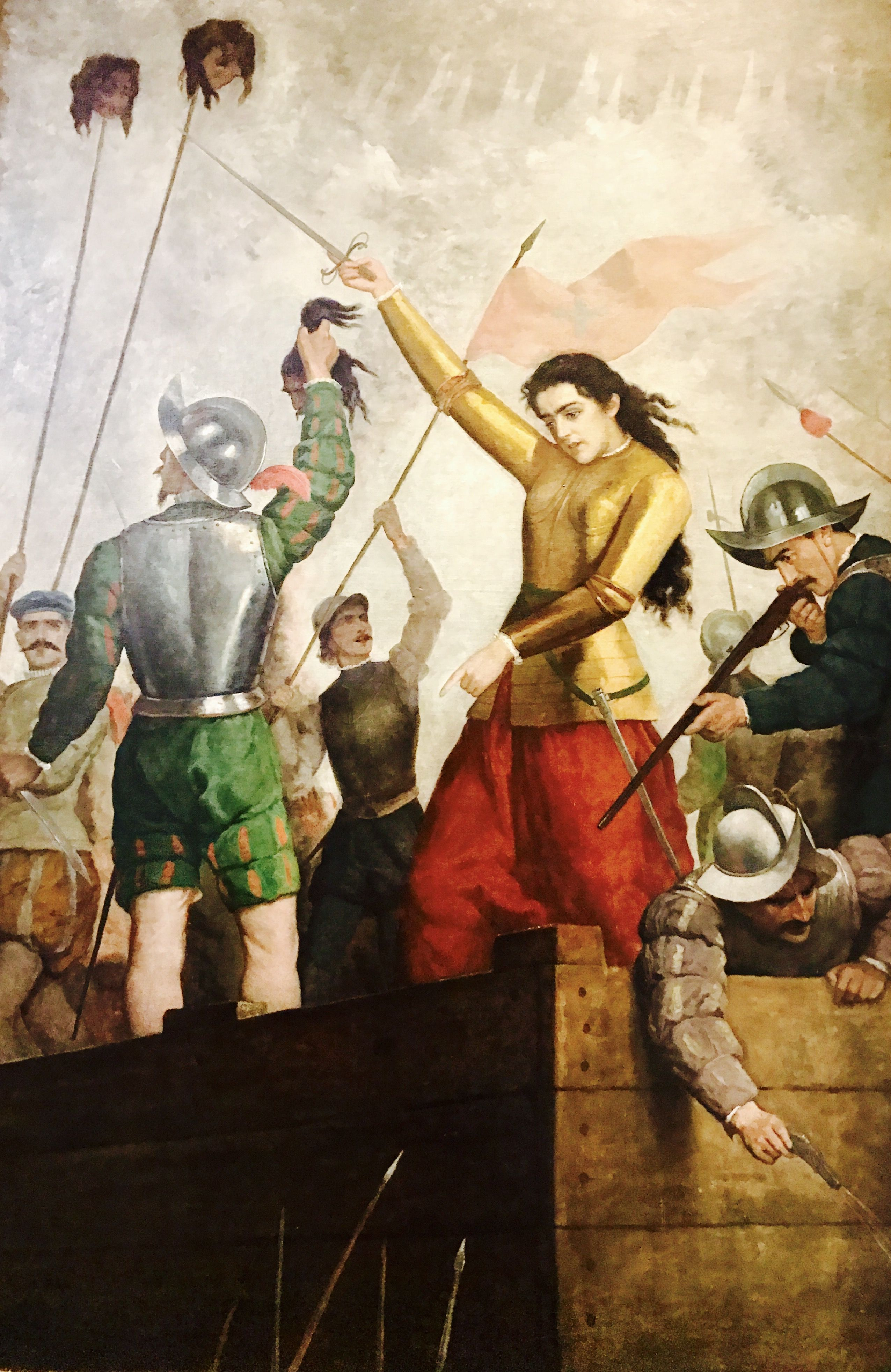
11 septembre : Inés de Suárez.

- 11 septembre, guerre d’Arauco : Inés de Suárez organise la défense de Santiago contre le cacique Michimalonco[18].
- 25 décembre[19] : un terrible phénomène naturel – on ne sait pas avec précision s'il s'agissait d'un tremblement de terre ou d'un tsunami, ou peut-être les deux combinés – dévaste la petite île de Cubagua – l'une des deux îles rattachées à l'île de Margarita, proche de la côte de ce qui deviendra le Venezuela – rasant de nombreuses maisons, détruisant la ville naissante de Nueva Cádiz dans sa totalité, l'eau entraînant les décombres vers la mer.

### Europe

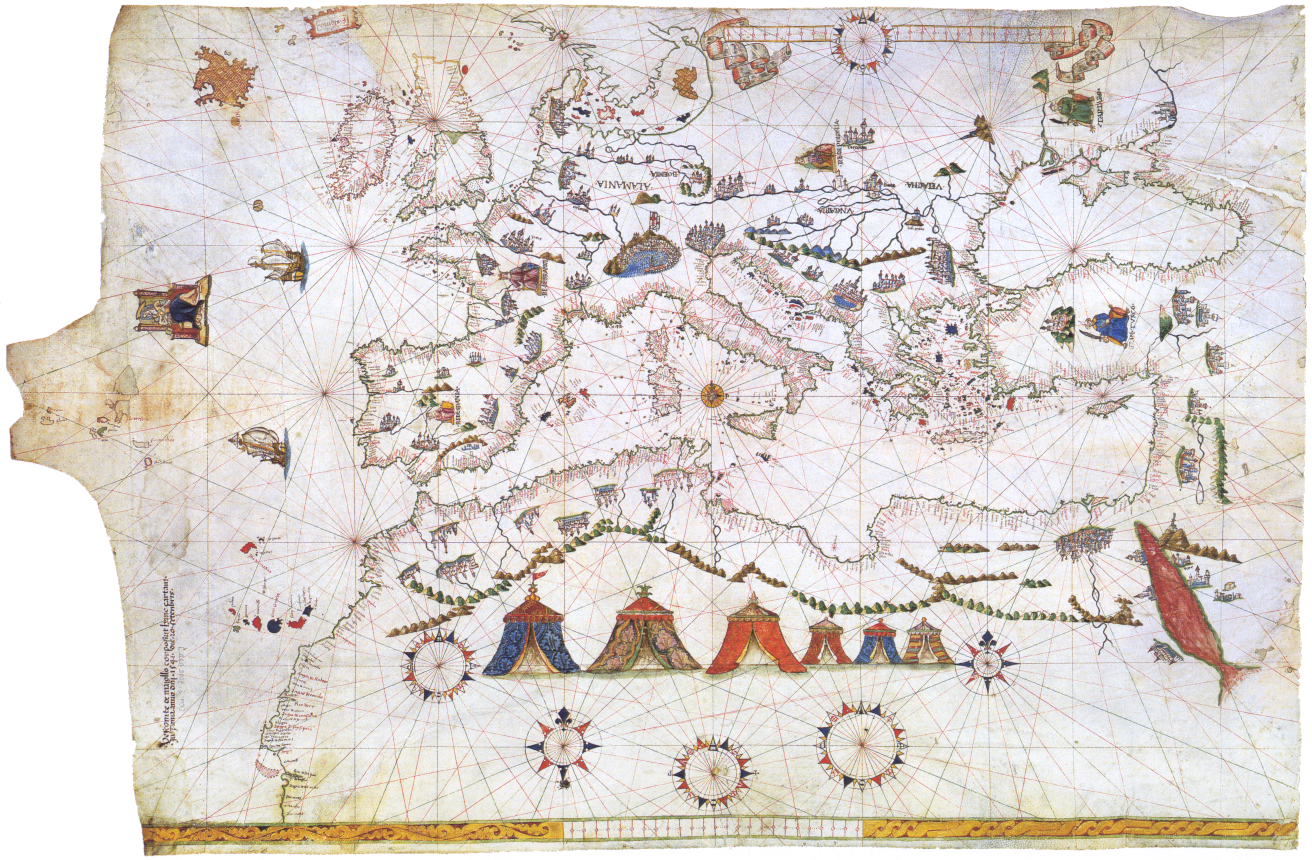
Portulan de Vesconte Maggiolo, 1541

- 7 avril : le jésuite François Xavier, envoyé par le pape quitte Lisbonne pour Goa, en Inde, inaugurant l’expansion missionnaire de l’ordre[20].
- 20 avril : Ignace de Loyola est élu Préposé général de la Compagnie de Jésus (fin en 1556)[21]. Il rédige les Constitutions, qui deviennent la Charte de la Compagnie.
- 27 avril-22 mai : colloque de Ratisbonne réuni par Charles Quint pour tenter de concilier catholiques et protestants[22].

- 5 juin-28 juillet : diète de Ratisbonne[22].
- 27 juin : introduction du protestantisme en Islande[23]. Ógmundr, évêque de Skálholt (Islande), infirme et presque aveugle, est envoyé en exil. Il meurt en haute mer. Le surintendant luthérien Gissur Einarson le remplace (mort en 1548).

- 2 juillet : assassinat en Italie des ambassadeurs français auprès du Sultan par des agents impériaux.
- 13 juillet : mariage forcé de Jeanne d'Albret, nièce du roi de France, avec le duc Guillaume de Clèves, ennemi de Charles Quint[24].
- 22 août : Charles Quint confère des « Constitutions » à Milan[25].
- 29 août[26] : les Janissaires de Süleyman Ier s'emparent de Buda par la ruse.
  - Échec de Ferdinand devant Buda : à la mort de Jean Zapolyai le 22 juillet 1540, les armées autrichiennes avancent en Hongrie. Süleyman Ier doit mener une seconde campagne (fin en 1543), installer un gouverneur turc et occuper la Cisdanubie en permanence (fin en 1688). Il dégage Buda et transforme la grande plaine de Buda en un pachalik (ejalet). La Hongrie est divisée entre le sultan, Ferdinand et Jean Sigismond.
- 13 septembre : Calvin (1509-1564), rappelé par le Conseil de ville, crée à Genève un gouvernement théocratique rigoureux[27]. Calvin aide de ses conseils les réformés français et leur envoie des directives pour conforter leur foi.
- 20 novembre : publication à Genève des Ordonnances ecclésiastiques de Calvin, fondement de toutes les institutions d’inspiration calviniste. Le « consistoire » dirigeant l’Église acquiert le droit d’excommunier[27].
- 30 novembre, Valence : Charles Quint est de retour en Espagne après le siège d'Alger, tient les Cortès de Castille puis d’Aragon pour réunir des subsides (1542). Il prend la tête d’une croisade contre les Turcs[28].

- Les Fugger sont autorisés à appliquer le droit seigneurial sur leurs terres[29].
- Invasion de sauterelles en Toscane[30].
- Publication de la Bible suédoise d’Olaus Petri[31].

## Naissances en 1541
- 16 février : Jacqueline de Montbel d'Entremont, épouse de l'amiral Gaspard II de Coligny dont elle sera veuve au cours du massacre de la Saint-Barthélemy († 17 décembre 1599).
- 21 février : Philippe V de Hanau-Lichtenberg, seigneur alsacien († 2 juin 1599).
- 25 mars : François Ier de Médicis, grand-duc de Toscane († 19 octobre 1587).
- 6 avril : Michele Mercati, médecin italien († 25 juin 1593).
- 22 avril : Philippe II de Hesse-Rheinfels, landgrave de Hesse-Rheinfels († 20 novembre 1583).
- 15 mai : Reiner Reineccius, historien allemand († 16 avril 1595).
- 4 juillet : Abe Masakatsu, samouraï du clan Abe de la province de Mikawa au service de Tokugawa Ieyasu († 19 mai 1600).
- 14 juillet : Claude Chifflet, jurisconsulte français († 15 novembre 1580).
- 15 juillet : Daniel Toussain, pasteur réformé français († 10 janvier 1602).
- 20 juillet : Pierre de Larivey, écrivain, traducteur  et dramaturge français († 12 février 1619).
- 9 août: Guy Le Fèvre de La Boderie, poète, savant et traducteur français († 10 juin 1598).
- 5 septembre : Roberto de' Nobili, cardinal italien († 18 janvier 1559).
- 7 septembre : Luigi Groto, poète italien († 13 décembre 1585).
- 16 septembre : Walter Devereux (1er comte d'Essex), aristocrate et général anglais († 22 septembre 1576).
- 21 septembre : Anne de Nassau-Dillenbourrg, fille du comte Guillaume "le Riche" de Nassau-Dillenbourg et de sa seconde épouse, Juliana de Stolberg († 12 février 1616).
- 28 septembre : Filippo Guastavillani, cardinal italien († 17 août 1587).
- 1er octobre : Le Greco,  peintre, sculpteur et architecte espagnol d'origine grecque († 7 avril 1614).
- 21 octobre : Domenico Pinelli, cardinal italien († 9 août 1611).
- 25 novembre : Michele Bonelli, cardinal italien († 28 mars 1598).
- 12 décembre : Jean Bauhin, naturaliste d'origine française († 26 octobre 1612 ou 1613).
- Date précise inconnue :
  - Leonardo Abela, prêtre catholique, né à Malte, mort à Rome († 2 mai 1605).
  - Aoki Kazunori, samouraï de l'époque Azuchi Momoyama au service du clan Toyotomi († 11 novembre 1600).
  - Metello Bichi, cardinal italien († 14 juin 1619).
  - Georg Braun, topo-géographe et cartographe allemand († 10 mars 1622).
  - Giovanni Battista Castrucci, cardinal italien († 18 août 1595).
  - Pierre Charron, théologien, philosophe, orateur et moraliste français († 16 novembre 1603).
  - Agostino del Riccio, moine dominicain et écrivain italien († 18 décembre 1598).
  - Pierre de Fontenay, seigneur normand qui combattit dans l'armée royale pendant les guerres de religion († 18 mai 1610).
  - David Gans, penseur, mathématicien et astronome juif ashkénaze († 25 août 1613).
  - Hatano Hideharu, chef du clan Hatano († 25 juin 1579).
  - Maeba Yoshitsugu, vassal du clan Asakura à la fin de l'époque Sengoku du Japon féodal († 11 février 1574).
  - Nobukimi Anayama, un des 24 généraux de Shingen Takeda († 21 juin 1582).
  - Hōjō Ujikuni, samouraï de l'époque Sengoku († 19 septembre 1597).
  - Jean Lans, prêtre jésuite, théologien et professeur belge († 1591).
  - Nicolas Le Mercier, architecte français († 1637).
  - Jean Leonardi, pharmacien italien devenu prêtre et fondateur des clercs réguliers de la Mère de Dieu († 9 octobre 1609).
  - Leunclavius, historien, traducteur et jurisconsulte allemand de langue latine († juin 1594).
  - Mizuno Tadashige, obligé du clan Tokugawa à la fin des dernières années de l'époque Azuchi Momoyama († 27 août 1600).
  - Jean Morel, martyr protestant français († 27 février 1559).
  - Aert Mytens, peintre de style flamand († 1602).
  - Fernando Niño de Guevara, cardinal espagnol († 8 janvier 1609).
  - Guðbrandur Þorláksson, mathématicien, cartographe et évêque islandais († 20 juillet 1627).
  - Nicolas III Potier de Blancmesnil, magistrat français († 1er juin 1635).
  - Antonmaria Sauli, cardinal italien († 24 août 1623).
  - Gabriel Sévèros, théologien orthodoxe († 21 octobre 1616).
  - Philippe Strozzi, condottiere italien († 27 juillet 1582).
  - Francesco Traballesi, peintre et un architecte italien († 1588).
  - Saül Wahl, juif polonais, selon une tradition, il aurait été le seul juif à avoir occupé le trône de Pologne († 1617).
  - Jakub Wujek, prêtre jésuite, bibliste et écrivain polonais († 27 juillet 1597).
  - Yamayoshi Toyomori, hatamoto au service de Uesugi Kenshin († 1577).
  - Yi Gwang, commandant des forces coréennes de la période Joseon au cours des invasions japonaises de la Corée († 1607).
  - Jean Zuallart, mayeur (maire) d'Ath en Hainaut († 1634).
  - Juan de Zúñiga Avellaneda y Bazán, noble espagnol de la Maison de Zúñiga († 4 septembre 1608).

- Vers 1541 : Lancelot Voisin de La Popelinière, homme de guerre, historien et écrivain français († 8 janvier 1608).

- 1541 ou 1542 : Hattori Hanzō, ninja et samouraï japonais († 23 décembre 1596).

## Décès en 1541
- 6 janvier : Bernard van Orley, peintre bruxellois (° vers 1488).
- 12 avril : Georges de Selve, diplomate et érudit français (° 1508).
- 26 juin : Francisco Pizarro, conquistador espagnol (° 16 mars 1478).
- 27 juin : Antoine de Berghes, marquis de Berghes et bailli de Namur (° 13 mai 1500).
- Août : Juan de Valdés, érudit et moraliste espagnol, représentant de l’érasmisme en Espagne[32] (° 1499).
- 11 septembre : Beatriz de la Cueva, noble espagnole qui devient gouverneure de la colonie espagnole du Guatemala (° 1498 ou 1500).
- 24 septembre : Paracelse, chimiste et médecin suisse (° 1493 ou 1494).
- Novembre : Jean Clouet, peintre, miniaturiste et dessinateur[33] (° 1499).
- 24 décembre : Andreas Karlstadt, réformateur allemand, à Bâle (° 1486).
- Date précise inconnue :
  - Hernando de Alarcón, navigateur espagnol (° 1500).
  - Francesco da Montereale, peintre italien (° vers 1466).
  - François de La Trémoille, 36e vicomte de Thouars (° 1505).